# Christian Alifax
Pour les articles homonymes, voir Alifax.
Christian Alifax (22 mai 1950 à Clichy) est un karatéka français surtout connu pour avoir remporté l'épreuve de kumite individuel masculin moins de 75 kilos aux championnats d'Europe de karaté 1973 à Valence, en Espagne.

## Résultats
| Résultat      | Date | Épreuve                   | Catégorie | Compétition                | Ville hôte          |
| ------------- | ---- | ------------------------- | --------- | -------------------------- | ------------------- |
| Médaille d'or | 1973 | Kumite individuel - 75 kg | Seniors   | Championnats d'Europe 1973 | Valence, en Espagne |